# Blaž Baromić
Blaž Baromić - osnivatelj prve poznate hrvatske glagoljske tiskare u Senju.
Ne zna se točna godina njegova rođenja, ali se pretpostavlja da je to bilo prije godine 1450. u Vrbniku. Vrbnik je u to doba jedno od naših najvećih glagoljičkih središta, gdje je Baromić još kao dijete sigurno mogao doći u doticaj s rukopisnim glagoljskim liturgijskim kodeksima, misalima i brevijarima. Vrbnički glagoljaši, poznati po brižljivome čuvanju glagoljičke pismenosti, sigurno su mogli udahnuti u Baromića onu ljubav i poštovanje koje su i oni gajili prema glagoljici. Budući da se i sam Baromić odlučio zarediti, u samostanu je svakodnevno imao pristup prekrasnim rukopisnim glagoljičkim knjigama.

## Prvi glagoljički brevijar
Prvi zapaženiji i važniji Baromićev rad jest pisanje glagoljičkoga brevijara za popa Mavra koji je ovome poslužio za širenje glagoljičke pismenosti u njegovoj misiji po Dubrovačkoj Republici. Mavrov brevijar je po svojoj ljepoti odmah odao talentiranoga pisca i iluminatora glagoljskih liturgijskih kodeksa.
Za pisanje brevijara bilo mu je sigurno potrebno puno vremena. U to doba tisak je već prodro u Europu i odjeci o tom izumu sigurno su došli i do glagoljičkoga kulturnog kruga u Vrbniku na otoku Krku. Tko će više željeti tiskati knjige nego upravo onaj svećenik koji je na svojim rukama i umornim očima osjetio muku prepisivanja knjiga, a koji je uz to svjestan da je Crkvi potreban sve veći i veći broj glagoljičkih knjiga.

## Odlazak u Senj
Da bi ostvario svoj naum, Blaž Baromić je morao otići tamo gdje će za tako skup posao dobiti i duhovnu i materijalnu potporu. Iako je najbliži stolni kaptol bio Krk, svi nadareni glagoljaši iz Vrbnika su otišli u Senj jer je krčki kaptol bio latinaški. Potporu koja je Baromiću i drugim glagoljašima bila potrebna, mogao je dati samo grad u kojem je glagoljica u službenoj uporabi i u kojem je glagoljaški kulturni krug zainteresiran za jedan takav pothvat, ali i materijalno u mogućnosti financirati ga. Iz tih razloga, jedino rješenje za Baromića je upravo odlazak u Senj.

## Počeci tiskarske djelatnosti
Da bi osnovao tiskaru, Blaž Baromić se prvo morao naučiti tiskarskomu zanatu i nabaviti potrebne instrumente za tiskaru. Mjesto koje mu je moglo pružiti najbolji nauk sigurno je bila Venecija. Upravo ondje je otišao Baromić.
U Mletcima je Blaž Baromić 15. ožujka 1493. tiskao svoj prvi brevijar. U kolofonu toga brevijara nalazimo podatak da ga je tiskao Andrija Terresani i "korežao" Blaž Baromić, kanonik senjske crkve.

## Baromićev tipografski set
Nakon toga, Baromić se vratio iz Mletaka u Senj, obogaćen znanjima koje je u Mletcima stekao i željan osnivanja tiskare na hrvatskome tlu. Osim toga, Blaž Baromić je iz Mletaka donio i sve potrebne alate za tiskanje knjiga. Naime, za njegova boravka u Mletcima, najvjerojatnije po njegovu nacrtu, bila su odlivena glagoljska slova. Tim slovima se tiskara u Senju služila cijelo vrijeme svoga djelovanja.
Glagoljicom su Hrvati tiskali knjige od godine 1483. do 1905., ali prof. Paro ističe da je upravo Baromićev tipografski set "najpotpuniji i najljepši domet hrvatskoglagoljskog tiskarstva". Baromić je, osim po ljepoti slova, još po nečemu poznat svim inkunabulistima. Riječ je o posebnom tipu slaganja ligaturnih slovnih grupa, nazvanih Baromićeva tehnika lomljenih ligatura, koje su jedinstvena pojava u tiskarstvu inkunabula u Europi. On je, naime, lijevao polovice slova kao posebne grafičke znakove, što mu je omogućavalo, kombinirajući ih s punim slovima, slaganje mnogobrojnih ligatura, pa čak i do četiri znaka. Takav postupak ne nalazimo više nigdje u povijesti inkunabula.
U vrijeme dok je bio senjski kanonik, upoznao se kod Torresanija u Mletcima 1493. sa slagarstvom i tiskarstvom te je nadzirao i priredio za tisak glagoljički časoslov, t.zv. Baromićev brevijar koji je treća po redu hrvatska inkunabula.

## Senjska tiskara
Tiskaru Blaž Baromić osniva već iduće godine. Dana 7. kolovoza 1494. on je dovršio prvo djelo senjske tiskare Senjski glagoljski misal, drugo izdanje glagoljskog Misala po zakonu rimskoga dvora.  U kolofonu Misala navodi se da su mu u tome poslu pomagali Silvestar Bedričić i Gašpar Turčić. Budući da je Baromićevo ime bilo napisano na prvome mjestu, pretpostavlja se da je on najzaslužniji za osnivanje tiskare i tiskanje knjiga. Ipak, činjenica da se uz njega u radu tiskare spominju i druga imena, govori nam da on u svome radu nije bio usamljen i da je prednosti tiskarstva prepoznao širok krug ljudi u Senju.
Osim što je bio znameniti tiskar, Baromić je bio i ugledan pravnik, čije ime se spominje u mnogobrojnim parnicama u kojima je zastupao senjskog biskupa i senjski kaptol. Spominje se godine 1484. u parnici između senjskog biskupa Pavla i senjskoga kaptola s jedne strane, te fra Ivana, opata sv. Križa iz Senjske Drage s druge strane. Njegovo ime spominje se i u parnicama senjskoga kaptola 1485. u Jablancu, te u još nekim sudskim sporovima.
U drugoj fazi rada senjske tiskare, dakle od godine 1507. do 1508., ime Blaža Baromića više se ne spominje. Zbog toga se pretpostavlja da je u to vrijeme bio mrtav jer je teško i pomisliti da bi, da je bio živ, Blaž Baromić napustio tiskarski krug. Njegov rad i prinos u radu tiskare dokaz su da je upravo glagoljica i glagoljički tisak bio snažno utisnut u njegovo srce i da ga je od toga mogla odijeliti samo smrt.
U senjskoj tiskari tiskana su sljedeća djela:
- Misal po zakonu rimskog dvora
- Spovid općena (1496.)
- Tranzit svetog Jerolima (1508.)
- Mirakuli slavne dive Marije (1507.)
- Naručnik plebanušev (1507.)
- Meštrija od dobra umrtija s Ritualom (1507.) (Obrednik ili ritual)
- Korizmenjak (1508.)